# Quercus tardifolia
Quercus tardifolia (englische Trivialnamen: Chisos Mountains oak oder Lateleaf oak) ist eine extrem seltene Pflanzenart aus der Gattung der Eichen innerhalb der Familie der Buchengewächse (Fagaceae). Mit nur einem bekannten wildlebenden Exemplar gehört sie zu den seltensten Bäumen der Welt.

## Merkmale
Quercus tardifolia ist ein immergrüner Baum mit einer Wuchshöhe von 9 m. Die gefurchte grobe Rinde ist grau. Die dunkelrotbraunen, dicht behaarten Zweige haben einen Durchmesser von 1,5 bis 2,5 mm. Die braunen oder rotbraunen Endknospen sind ellipsoid oder eiförmig und haben eine Länge von 3,5 bis 5,5 mm. Die Knospenspitze ist behaart, die Schuppen haben bewimperte Ränder. Die Blattstiele können behaart oder kahl sein und haben eine Länge von 10 bis 20 mm. Die Blattspreite ist breit-elliptisch oder verkehrt-eiförmig, am breitesten in der oder distal zur Mitte. Die spitzen bis stumpfen und grannenspitzigen Blätter sind 50 bis 100 mm lang und 20 bis 70 mm breit, am Grund herzförmig oder gelegentlich abgerundet. Die buchtigen Blattränder haben drei bis vier Lappen sowie sechs bis zwölf Grannen. Die Blattspitze ist spitz oder stumpf. Die Blattoberfläche ist abaxial auffallend filzig mit erhabenen primären und sekundären Adern, adaxial etwas grob und kahl. Die Eicheln sind zweijährig. Unreife Eicheln sind paarig vorhanden, über die reifen Eicheln ist nichts bekannt.

## Ökologie und Lebensraum
Die Blütezeit von Quercus tardifolia ist im Frühjahr. Ihr Lebensraum sind bewaldete Arroyos in Höhenlagen von 2.000 m.

## Gefährdung und Schutz
Quercus tardifolia wurde 2011 als verschollen gemeldet, nachdem der letzte zu der Zeit bekannte Baum einging. Im Mai 2022 entdeckte ein Team unter der Leitung des Morton Arboretums und des United States Botanic Gardens (USBG) ein einzelnes Exemplar in den Chisos Mountains im Big-Bend-Nationalpark in Texas wieder. Es befindet sich in einem schlechten Gesundheitszustand und gegenwärtig ist unklar, ob es gerettet werden kann oder nicht. Der Stamm des Baumes ist durch Feuer vernarbt und weist Anzeichen einer schweren Pilzinfektion auf. Eine Dürre oder ein Feuer könnte nach Ansicht der Forscher das Leben des Baumes beenden. Die Gruppe arbeitet mit dem National Park Service zusammen, um die unmittelbare Waldbrandgefahr für den Baum zu verringern. Darüber hinaus starteten die an der Zusammenarbeit beteiligten Naturschützer eine Suchaktion nach Eicheln, um einen Vermehrungsversuch zu unternehmen, bei dem Exemplare aus einer Mutterpflanze gezüchtet werden.
Der Botaniker Albert Michael Powell berichtete 1988 von einem Vorkommen in der Sierra del Carmen auf der gegenüberliegenden Seite des Río Grande im Norden des mexikanischen Bundesstaates Coahuila, dies ist jedoch unbestätigt.